# 林國良 (香港)
林國良，SBS，CSDSM（1962年—），曾任香港懲教署署長。林在1984年3月加入懲教署任職懲教主任／督導員，至2006年3月主管沙咀勞教中心期間獲擢升為懲教事務監督。其後在2008年1月負責更生事務期間，晉升為懲教事務高級監督，並在2009年10月獲晉升為總監督。 在此前，林已在2009年2月出任助理署長，至2010年9月獲正式晉升， 任内曾代表署方向入境事務處移交青山灣入境事務中心。林在2014年12月26日開始擔任副署長，至翌年6月獲得正式晉升。 林國良在2017年8月21日出任懲教署署長，接替退休的邱子昭。他在2018年11月23日出席在赤柱懲教署職員訓練院舉行學員結業暨署長榮休會操檢閱儀式後，在翌日退休，由副署長胡英明接替。

## 榮譽
- 香港懲教事務卓越獎章（2014年）
- 銀紫荊星章（2018年）